# Eurycryptus spilocephalus
Eurycryptus spilocephalus là một loài tò vò trong họ Ichneumonidae.